# Prowl
Prowl es el nombre de varios personajes ficticios en Transformers. "Prowl" es uno de los nombres más reutilizados en la franquicia Transformers, junto con Ironhide, Megatron, Mirage, Optimus Prime y Starscream, y su uso se ha vuelto popular en Autobots que se transforman en vehículos policiales.

## Generación 1
La versión original de Prowl es un autobot valiente, parlanchín y aventurero. En los cómics, Prowl es el segundo al mando de los Autobots, pero no en la serie de TV. Corresponde en la versión original a un vehículo deportivo japonés Datsun 280Z color blanco y negro, con marcas de auto de la policía.

### Serie de Televisión
Como ya se dijo arriba, Prowl no era segundo al mando en la serie televisiva, sino que este deber recaía principalmente en Jazz, y sólo algunas veces en Prowl o Ironhide. A pesar de esto, Prowl apareció bastante en la serie, casi siempre como parte de un convoy de Autobots.
La participación más notoria de Prowl en la serie fue cuando los Autobots conocieron a Chip Chase. Cuando Prowl quedó muy herido para ejecutar acciones de combate contra los Decepticons, permitió que Chip lo controlara temporalmente con su computadora para vencer a Starscream, Thundercracker y Soundwave.
En la película animada de 1986, Prowl es asesinado por un Constructicon.
En el primer episodio de Transformers Headmasters aparece como uno de los autobots que se dirige a Cybertron con Ultra Magnus y los Trainbots (a pesar de haber muerto, quizás quedó herido en la película).

### Marvel Comics
Cuando los Autobots despertaron en la Tierra, en 1984, Prowl dirigió la primera misión de reconocimiento que llevó a los Autobots a descubrir la existencia de los humanos. Prowl también fue uno de los Autobots desactivados tras la llegada de Shockwave (de hecho, sólo Ratchet y, parcialmente, un prisionero Optimus Prime seguían funcionando).
Cuando Ratchet rescató y reparó a sus camaradas (excepto por Optimus), Prowl tomó el mando de los Autobots hasta rescatar a su líder. Poco tiempo después, Prowl y otros Autobots fueron atacados por el cuerpo de Optimus Prime, manipulado por una falsa cabeza que, a su vez, estaba bajo el control de Shockwave. Muchos Autobots, entre ellos Prowl, fueron heridos antes de la aparición de la verdadera cabeza de Optimus, que retomó el control de su cuerpo.
Prowl no volvió a aparecer hasta el número #26 de la serie, cuando Ratchet lo reparó para asustar al Mecánico, un criminal humano que estaba robando armas del Arca (la nave Autobot) y que le tenía pánico a la policía. Al ver a Prowl en su modo de auto policial, el Mecánico salió huyendo del Arca. Las siguientes apariciones de Prowl en cómic se limitaron a cameos, hasta que Starscream, con el poder de la Underbase (Base Submarina en España), lo desactivó (esto no se vio en el número mismo, el #50, pero luego se mencionó como si hubiera ocurrido entre escena y escena).
Prowl permaneció desactivado hasta que, en 1990, Grimlock lo reactivó (y a varios otros Autobots) con el Nucleón, un combustible milagroso, justo a tiempo para la batalla contra el dios oscuro Unicron. Después de la batalla, que costó la vida de Optimus Prime, Scorponok y otros, Grimlock quedó al mando de los Autobots, y Prowl como su segundo al mando. Prowl tuvo que lidiar varias veces con el comportamiento agresivo e impulsivo de Grimlock.

## Prowl II - Generación 1
Prowl II es un personaje que fue creado para explicar algunos cameos de Prowl en episodios de la serie de TV que, de hecho, eran posteriores a su muerte en la película animada (que sigue la misma continuidad).
Transformers Alternators
Las historias de texto japonesas de Binaltech (versión japonesa de Alternators) transcurren cronológicamente después de la 2ª temporada de la serie de TV, pero antes de la película.
Debido a las manipulaciones que una versión futura de Ravage estaba realizando en el flujo del tiempo, Wheeljack descubrió que él, Prowl y otros Autobots morirían en el futuro, así que decidió crear cuerpos de reserva para ellos, empezando por Prowl, pero un ataque Decepticon interrumpió la transferencia subespacial de la chispa ("alma" Transformer) de Prowl al nuevo cuerpo, lo que hizo que la chispa se perdiera en el subespacio. El humano Chip Chase, que ya había controlado antes el cuerpo de Prowl (ver más arriba), decidió transferir su mente al nuevo cuerpo, para reemplazar a Prowl hasta que recuperaran su chispa.

## Transformers Armada
El Prowl que aparece en Armada es un pequeño Mini-Con que se transforma en auto policial y en una pistola que puede ser utilizada por los Autobots o Decepticons.

## Transformers Energon
Aunque Energon sigue la misma continuidad que Armada, el Prowl de Energon no es el mismo que el de Armada. En esta serie, Prowl se transforma en un auto de carreras con sirenas y colores policiales. Prowl es jefe de seguridad de varias bases estratégicas.

## Transformers Animated
En esta serie, Prowl se transforma en una motocicleta policial y es una especie de ninja. Aunque se guía por la calma y la lógica, igual que su versión original, y su casco posee algunas semejanzas con el de G1, este Prowl se muestra como un guerrero más independiente, y el papel de segundo al mando recae en Ratchet (un personaje basado tanto en el Ratchet G1 como en el Ironhide G1), Él era un buen amigo de Jazz, al final muere sacrificando su chispa para salvar a Optimus Prime.

## Transformers: La chispa de la Tierra
En esta nueva serie (tercera temporada), Prowl se transforma en un auto de policía y es un detective policial. El voló en su nave Cybertroniana a la Tierra para reunirse con Optimus Prime y los demás para resolver este misterio de los Decepticons, la plaga del odio y Quintus Prime. Dentro del domo, Optimus y los Malto reciben a Prowl ante su llegada, pero por ningún motivo, él no quiere dejar su nave, intentando proteger una llave del regenerador de chispas al no caer en manos de los Decepticons, aunque tampoco le explican sobre su alianza de Optimus con Megatron. Tras un ataque de los Decepticons, Prowl y Optimus protegen la nave, mientras Megatron y los Malto intentan recargar la nave con los rayos de Quintus, pero fracasan cuando los Decepticons (excepto Starscream) logran abordar la nave, aunque los Malto recuperaron la llave.  
- Datos: Q2577811